# Puppendoktor Pille
Zu Besuch bei Frau Puppendoktor Pille (auch Frau Puppendoktor Pille mit der großen klugen (später runden) Brille) war eine einmal wöchentlich im Rahmen des Abendgrußes in Unser Sandmännchen im Fernsehen der DDR ausgestrahlte Sendung des Kinder-Abendprogramms. Sie wurde von 1959 bis 1988 gesendet.

## Handlung
Sie berichtete aus einer fiktiven Sprechstunde, war Ansprechpartner und Vermittler zwischen Puppen-, Kinder- und Erwachsenenwelt. Frau Puppendoktor Pille gab den „Puppenmuttis“ und „Puppenvatis“ Tipps für braves Verhalten, gute Erziehung, praktische Spiele drinnen und draußen und vor allem für die Gesundheit. Richtige Ernährung, Vermeidung von Erkältungen, Geduld bei Krankheit usw. spielten eine zentrale Rolle.
Aufwändig gezeichnete Bilderbücher ergänzten die Sendung. Die Puppendoktorin zierte auch Kinderkalender und war gemeinsam mit anderen Kinderfernseh-Figuren für eine Briefmarken-Serie vorgesehen, die aber nicht verwirklicht wurde.
„…habt Ihr Kummer oder Sorgen, dann schreibt gleich morgen an Frau Puppendoktor Pille mit der großen klugen Brille“ sagte sie immer zum Abschied. Der Satz wurde zum geflügelten Wort, führte aber zu Elternprotesten. Man meinte, eine Brille könne doch nicht klug sein. So wechselte das DDR-Fernsehen später zur „großen runden Brille“.
Von 1959 bis 1963 stellte Helga Labudda und von 1963 bis 1968 stellte Angela Brunner die Frau Puppendoktor dar. Dann übernahm die junge Schauspielerin Urte Blankenstein erfolgreich die Rolle. Bis 1988 wurden mehr als 1000 Abendgrüße produziert.
Im Jahr 1988 beendete das DDR-Fernsehen die Abendgrußserie mit der Frau Puppendoktor. Im Unterschied zum Sandmännchen und Pittiplatsch und Schnatterinchen nahmen deutsche Sendeanstalten die Figur der Frau Puppendoktor Pille nach der Wiedervereinigung nicht mehr neu in Kinderprogramme auf.